# Walther Schultze (Historiker)
Walther Schultze (* 9. Mai 1862 in Kolberg/Pommern; † 21. Februar 1939 in Berlin) war ein deutscher Historiker und Bibliothekar.

## Leben
Schultze studierte Geschichte, Germanistik und Philosophie an der Humboldt-Universität zu Berlin und der Martin-Luther-Universität Halle-Wittenberg. 1883 promovierte er in Halle (Dr. phil.) mit einer Dissertation über die Geschichte der Cluniacensische und lothringische Klosterreform im 10. Jahrhundert. 1886 trat er in den Dienst der Universitätsbibliothek Halle, bis er 1906 zur Preußischen Staatsbibliothek wechselte. Hier wurde er 1922 Abteilungsdirektor. Im selben Jahr trat er die Nachfolge von Paul Schwenke als Redakteur des Zentralblattes für Bibliothekswesen an, eine Stellung, die er bis 1936 behielt.
Als Bibliothekar erwarb er sich besondere Verdienste durch den Aufbau einer Sammlung von Extrablättern, Flugblättern, Bilderbögen, Liedern, Plakaten und Karikaturen aus der Zeit des Ersten Weltkrieges.
Als Historiker publizierte er eine Reihe von Werken, insbesondere zur deutschen Frühgeschichte. Zudem gab er die Reden von Rudolf von Bennigsen und Johannes von Miquel heraus.

## Werke
siehe auch Monumenta Germaniae Historica OPAC und die Autorenseite auf wikisource.
- Forschungen zur Geschichte der Klosterreform im 10. Jahrhundert: 1. Cluniacensische und lothringische Klosterreform. Halle a. S. 1883: Schlesinger. 79 S. - Phil. Diss. Halle-Wittenberg 1883.
- Die Marneschlacht. In: Schriften der historischen Gesellschaft zu Berlin
- Die Bedeutung der iroschottischen Mönche für die Erhaltung und Fortpflanzung der mittelalterlichen Wissenschaft. In: Zentralblatt für Bibliothekswesen, Jg. 6 (1889), S. 233–240 (online) und S. 281–297 (online).
- Die Fränkischen Gaue Badens, Stuttgart 1896
- Die Gaugrafschaften des alamannischen Badens, Stuttgart 1896
- Die Thronkandidatur Hohenzollern und Graf Bismarck. In: Fest-Schrift des Thüringisch-Sächsischen Geschichtsvereins: dem Vorsitzenden der Centraldirection der Monumenta Germaniae Herrn Dr. Ernst Dümmler dargebracht zur Feier seines 50jähr. Doctorjubiläums am 5. August 1902. Halle an der Saale: Anton 1902, S. 85–139.
- Die Katalogisierung der Kriegssammlungen. In: Mitteilungen. Verband deutscher Kriegssammlungen (1920), Heft 2, S. 41–54 (Digitalisat).
- Die Literatur über die Marneschlacht. In: Mitteilungen. Verband deutscher Kriegssamlungen (1921), Heft 2, S. 59–72 (Digitalisat), Heft 3, S. 117–139.

als Herausgeber:
- Clinton Thomas Dent: Hochtouren. Ein Handbuch für Bergsteiger. Leipzig 1893 (deutsche Übersetzung)
- Rudolf von Bennigsens Reden. Herausgegeben von Prof. Dr. Walther Schultze und Dr. Friedr. Thimme, 1911
- Johannes von Miquels Reden. Hrsg. von Walther Schultze und Friedrich Thimme. 4 Bde., Waisenhaus, Halle a.d.S. 1911–14